# Sidsjön, Södermanland
Sidsjön är en sjö i Nyköpings kommun i Södermanland och ingår i Svärtaåns huvudavrinningsområde. Sjöns area är 0,027 kvadratkilometer och den befinner sig 36 meter över havet.